# Pentru '98 (Maxi-single)
Pentru '98 este al doilea maxi-single al trupei B.U.G. Mafia, lansat la data de 19 aprilie 1998, la casa de discuri Cat Music / Media Services, single-ul "Pentru '98" este cel de-al doilea single extras oficial pe suport fizic de B.U.G. Mafia, primul fiind Hoteluri lansat în 1997.
Single-ul Pentru '98 mai este inclus și pe viitorul lor album De cartier, lansat la data de 20 septembrie 1998 și este în colaborare cu July și Andreea.
Membrii trupei în aceea vreme erau : Caddy (Caddillac), Mr. Juice (Tataee) și Uzzi.

## Ordinea pieselor[3]
| Nr. | Titlu                                               | Autor(i)                                | Text                     | Lungime |  |
| 1.  | „Pentru '98” (Feat. July și Andreea)                | Caddy, Uzzi, Mr. Juice, July și Andreea | Caddy, Uzzi și Mr. Juice | 4:32    |  |
| 2.  | „Pentru '98” (Remix)                                | Caddy, Uzzi, Mr. Juice                  | Caddy, Uzzi și Mr. Juice | 4:27    |  |
| 3.  | „N-ai fost acolo”                                   | Mr. Juice, Caddy, Uzzi                  | Mr. Juice, Uzzi, Caddy   | 4:24    |  |
| 4.  | „Pentru '98” (Feat. July și Andreea) (Instrumental) | July și Andreea                         | Caddy                    | 4:32    |  |
| 5.  | „Pentru '98” (Remix) (Instrumental)                 | Caddy, Uzzi, Mr. Juice                  | Caddy                    | 4:27    |  |
| 6.  | „N-ai fost acolo” (Radio Edit)                      | Mr. Juice, Caddy, Uzzi                  | Mr. Juice, Uzzi, Caddy   | 4:24    |  |